# Miramarassa sanchezi
Miramarassa sanchezi is een vlokreeftensoort uit de familie van de Miramarassidae. De wetenschappelijke naam van de soort is voor het eerst geldig gepubliceerd in 1999 door Ortiz, Lalana & Lio.